# Kanxoc
Kanxoc pronunciaciónⓘ es una localidad situada en el municipio de Valladolid, en el estado de Yucatán, México. Según el censo de 2020, tiene una población de 3579 habitantes.
Está ubicada en el oriente del estado, cerca de la frontera con la entidad vecina de Quintana Roo, en donde existe otra localidad también llamada Kanxoc. A este poblado se le atribuye el sobrenombre que llevó en vida el gobernador de Yucatán (1924-1926) José María Iturralde Traconis.

## Toponimia
Kanxoc es un vocablo maya usado como toponímico y como patronímico. Quiere decir tiburón. Existe otra versión de su significado en español muy popular y más arraigada por los habitantes de Kanxoc, la cual proviene de las palabras mayas "kaanbal" que significa aprender y "xook" que significa leer o lectura.

## Localización
Kanxoc se encuentra a unos 14 km al sureste de la ciudad de Valladolid.